# غازی‌خان تکلو
غازی‌خان تکلو از سران و امرای قزلباش طایفه تکلو  در عصر شاه اسماعیل اول و شاه طهماسب بود. وی هنگامی که حاکم هرات بود للگی بهرام میرزا را بر عهده داشت.